# Kanton Aix-les-Bains-2
Aix-les-Bains-2 is een kanton van het Franse departement Savoie. Het kanton maakt deel uit van het arrondissement Chambéry.
In 2018 telde het 27.338 inwoners.
Het kanton werd gevormd ingevolge het decreet van 27 februari 2014 met uitwerking op 22 maart 2015.

## Gemeenten
Het kanton omvat volgende  gemeenten:
- Aix-les-Bains (oostelijk deel)
- Mouxy
- Tresserve